# Sylvie Giry-Rousset
Pour les articles homonymes, voir Giry.
Sylvie Giry-Rousset (né le 21 juillet 1965 à Grenoble, Isère) est une ancienne fondeuse française. Elle a participé aux Jeux olympiques d'hiver de 1992 et 1994.

## Palmarès

### Jeux olympiques
Aux Jeux olympiques d'hiver d'Albertville en 1992, elle se classe 39e du 30 km et 28e du 15 km départ groupé.

### Championnats de France
Championne de France Elite dont :
- Courte distance : 1989
- Relais : 1989